# جامع الشيخ عبد الكبير بن عبد الحق
جامع الشيخ عبد الكبير بن عبد الحق هو مسجد تاريخي قديم و يعد اقدم مسجد في مدينة عتق عاصمة محافظة شبوة بني سنة 859 هجرية (1455م)، استخدم في بناه الطين وسقف باخشاب اشجار السدر.

## التسمية
سمي الجامع باسم إمام ومرجع مدينة عتق الشيخ عبد الكبير بن عبد الحق.

## تاريخ
- سنة 859 هجرية هجرية بناء جامع الشيخ عبد الكبير بن عبد الحق.[1]
- سنة 955 هجرية أعيد بناء الجامع.[2]
- سنة 1388 إعادة بناء الجامع وتوسعته.[2]